# KkStB 329
Die Dampflokomotivreihe kkStB 329 war eine Personenzug-Schlepptenderlokomotivreihe der k.k. österreichischen Staatsbahnen (kkStB).

## Geschichte
Zur Verbesserung des Personennahverkehrs beschaffte die kkStB 1'C1'-n2v-Tenderlokomotiven der Reihe 229. Im Personenfernverkehr sollten die bis dahin eingesetzten zweifach gekuppelten Schlepptenderlokomotiven durch dreifach gekuppelte Maschinen ersetzt werden. Der Konstrukteur Karl Gölsdorf übernahm für diese Konstruktion das Fahrwerk der 229 unverändert. Die bessere Gewichtsverteilung erlaubte einen größeren Rost, der für die schlechte österreichische Kohle besser geeignet war. Die Maschinen erhielten den Clench-Gölsdorf-Dampftrockner.
Die kkStB beschaffte von 1907 bis 1909 93 Stück dieser als Reihe 329 bezeichneten Lokomotiven, die von der Lokomotivfabrik Floridsdorf, der Wiener Neustädter Lokomotivfabrik, der Lokomotivfabrik der StEG und der Böhmisch-Mährischen Maschinenfabrik geliefert wurden.

### MÁV IIIt 3751–3815
Durch den guten Erfolg dieser Maschinen überzeugt, kauften auch die Ungarischen Staatsbahnen (MÁV) 65 Stück als IIIt 3751–3815 dieser später als Reihe 323 bezeichneten Maschinen. Zwei Stück gingen 1908 als Nr. 61 und 62 an die k.u.k. Militärbahn Banjaluka–Dobrlin (kukMB).

### BBÖ 329 und DR 35.1
Nach dem Ersten Weltkrieg blieben nur 20 Stück bei den Österreichischen Bundesbahnen (damals BBÖ), die in Wien Ost stationiert wurden. Nach dem Anschluss Österreichs 1938 ordnete die Deutsche Reichsbahn (DR) noch 14 Stück als 35.1 ein und versetzte sie 1941 nach Krakau, sodass sich nach 1945 keine Lok dieser Reihe mehr auf österreichischem Staatsgebiet befand.

### PKP Ol11
Polen bezeichnete die 21 nach dem Ersten Weltkrieg den Polnischen Staatsbahnen (PKP) zugeteilten Maschinen als Reihe Ol11.
Im Zuge der Kampfhandlungen des Zweiten Weltkrieges kamen 19 Stück der polnischen Loks als 35 115–133 zur DR.

### JDŽ 107 / JDŽ 108
Die Jugoslawischen Eisenbahnen (JDŽ) ordneten 14 Loks als Reihe JDŽ 107 ein, wobei 107-005–008 von der kkStB, die restlichen Maschinen von der MÁV stammten. Die beiden Maschinen der k.u.k. Militärbahn Banjaluka–Dobrlin wurden als Reihe JDŽ 108 bezeichnet. Die ehemalige kkStB 329.86, JDŽ 107-006, kam 1943 zu den MÁV, die sie als 323,1006 bezeichneten und 1959 ausmusterten.

### FS 687
Die italienischen Staatsbahnen (FS)  reihten sie als FS 687 ein.

### ČSD 354.6
38 Maschinen kamen nach 1918 zu den Tschechoslowakischen Staatsbahnen (ČSD) 35 davon waren als 354.650–684 eingeordnet, drei bereits als Zwillingslokomotiven umgebaut als 354.601 bis 603. Bis 1931 wurden 650 bis 684 auf Heißdampf-Zwillingslokomotiven umgebaut, wobei auch andere Verbesserungen wie eine einschienige Kreuzkopfführung, elektrische Beleuchtung und Druckluftbremsausrüstung durchgeführt wurden. Die umgebauten Maschinen wurden als 354.604–638 bezeichnet und waren der Reihe 354.7 (ehemalige 429) durchaus ebenbürtig.
Die letzten wurden erst 1968 ausgemustert.